# Astreta
Astreta es un despoblado que actualmente forma parte de los concejos de Abechuco, Aránguiz, Gamarra Mayor y Miñano Mayor, que está situado en el municipio de Vitoria, en la provincia de Álava, País Vasco (España).

## Historia
Documentado desde el siglo XIII, en la lista del Obispado de Calahorra consta como situado entre los concejos de Aránguiz y Gamarra Mayor.